# Kurucz Ádám
Kurucz Ádám (1961. augusztus 1. – 2018. szeptember 26. vagy előtte ) olimpiai válogatott magyar labdarúgó, csatár.

## Pályafutása
A Békéscsaba csapatában mutatkozott az élvonalban 1979. november 3-án az Újpesti Dózsa ellen, ahol 1–1-es döntetlen született. 1979 és 1983 között 85 bajnoki mérkőzésen szerepelt és 24 gólt szerzett. 1983 és 1985 között Rába ETO együttesében szerepelt és két bajnoki ezüstérmet szerzett a csapattal. Ezt követően egy-egy fél idényt játszott a Videotonban és a Debreceni MVSC csapatában. 1986 és 1988 között ismét a Békéscsaba játékosa volt és tagja volt az 1988-as magyarkupa-győztes együttesnek. Utolsó élvonalbeli mérkőzésen a Csepel csapatától 2–1-es vereséget szenvedett csapata. 1994-ben a Gyulavári játékosa lett. 1995 elején a Gyulai FC igazolta le. 1996-ban a Csanádapáca szerződtette.

## Sikerei, díjai
- Magyar bajnokság
  - 2.: 1983–84, 1984–85
- Magyar kupa
  - győztes: 1988
  - döntős: 1984

## Statisztika

### Mérkőzései az olimpiai válogatottban
| Magyarország | Magyarország      | Magyarország             | Magyarország | Magyarország | Magyarország | Magyarország       | Magyarország | Magyarország |
| #            | Dátum             | Helyszín                 | Hazai        | Eredmény     | Vendég       | Kiírás             | Gólok        | Esemény      |
| ------------ | ----------------- | ------------------------ | ------------ | ------------ | ------------ | ------------------ | ------------ | ------------ |
|              | 1983. március 23. | Veliko Tarnovo           | Bulgária     | 1 – 1        | Magyarország | olimpiai selejtező | -            |              |
|              | 1983. április 13. | Budapest, Csepel stadion | Magyarország | 3 – 1        | Görögország  | olimpiai selejtező | -            |              |
|              | Összesen          |                          |              | 0            | mérkőzés     |                    | 0            | gól          |